# Hajdučki kukovi
Hajdučki kukovi (dosłownie Hajduckie biodra) – wyraźnie krasowa część Welebitu Północnego między przełęczą Vratnik na północy i Alanem na południu. Od Rožanskich kukovów oddzielony jest Lubenovačkimi vratami.
Z powodu bogactwa form morfologicznych i wyjątkowej flory ogłoszone ścisłym rezerwatem przyrody.
Najbardziej wyrazistymi kukami w tej grupie są: Golubić (1658 m), Begovački kuk (1407 m), Jarekovački kuk (1328 m), Pavića kuk (1392 m) i Duića kuk (1460 m).